# GeekApps
geekApps — міжнародна платформа для створення сайтів та додатків на базі Android та IOS. Надає можливість створення сайту безкоштовно з нуля за допомогою готових шаблонів.
Основні переваги geekApps:
- безкоштовні шаблони сайтів;
- безкоштовний хостинг;
- підключення власного домену;
- оптимізація для мобільних пристроїв;
- служба підтримки 24/7;
- можливість створення інтернет-магазину (продукти, кількість, знижки, додаткові аксесуари) та системи резервування (сервіси, персонал, календар/розклад);
- клієнтська база із інформацією про стать, дату народження, вік, номер телефону та електронну адресу);
- онлайн чат;
- оптимізація сайту для пошукових систем;
- geekTracker

## geekTracker
Система, що дозволяє управляти своїм сайтом за допомогою смартфону чи планшету. Надає можливість спілкуватися із клієнтами, надсилати та отримувати сповіщення, переглядати систему резервування, управляти продуктами на власному сайті та просувати сайт.